# USS Bell (DD-95)
USS Bell (DD-95) là một tàu khu trục thuộc lớp Wickes của Hải quân Hoa Kỳ trong giai đoạn Chiến tranh Thế giới thứ nhất. Nó là chiếc tàu chiến đầu tiên của Hải quân Hoa Kỳ được đặt tên theo Chuẩn đô đốc Henry H. Bell.

## Thiết kế và chế tạo
Bell được đặt lườn vào ngày 16 tháng 11 năm 1917 tại xưởng tàu Fore River của hãng Bethlehem Shipbuilding Corporation ở Quincy, Massachusetts. Nó được hạ thủy vào ngày 20 tháng 4 năm 1918, được đỡ đầu bởi Bà Josephus Daniels, phu nhân Bộ trưởng Hải quân Josephus Daniels, và được đưa ra hoạt động vào ngày 31 tháng 7 năm 1918 tại Xưởng hải quân Mare Island dưới quyền chỉ huy của Hạm trưởng, Thiếu tá Hải quân D. L. Howard.

## Lịch sử hoạt động
Từ tháng 8 đến tháng 11 năm 1918, Bell hộ tống các đoàn tàu vận tải chuyển quân vượt Bắc Đại Tây Dương, và vào tháng 12 hình thành nên đội hình hộ tống cho chiếc SS George Washington đưa Tổng thống từ New York đến Brest, Pháp. Bell tiếp tục phục vụ cùng Hạm đội Đại Tây Dương cho đến khi được đưa về lực lượng dự bị vào tháng 6 năm 1920, và được cho xuất biên chế tại Xưởng tàu Portsmouth vào ngày 21 tháng 6 năm 1922. Bell bị bỏ không cho đến tháng 8 năm 1936, khi nó được công bố bên ngoài hạn ngạch mà Hiệp ước Hải quân London quy định. Nó bị bán để tháo dỡ vào ngày 18 tháng 4 năm 1939.